# Peter Weiss
Peter Weiss (Nowawes, 8 novembre 1916 – Stoccolma, 10 maggio 1982) è stato uno scrittore e drammaturgo tedesco.
Con la sua opera, che si situa sulla strada aperta da Bertolt Brecht, il teatro si fa documento ed atto di accusa della brutalità e della crudeltà umana.

## Biografia
Il padre era un commerciante ungherese ebreo convertitosi al protestantesimo, la madre era cattolica. Weiss nacque a Nowawes, oggi quartiere di Potsdam, l'8 novembre 1916. Nel 1918, a due anni, seguì la famiglia nel trasferimento a Brema. Nello stesso anno, in seguito alla dissoluzione dell'Impero austro-ungarico, il padre ottenne la cittadinanza ceca, acquisita dallo stesso Weiss. Nel 1929 un altro trasferimento mobilitò la famiglia Weiss, stavolta a Berlino. Qui il giovane Peter si iniziò alla lettura di nuovi autori e condusse esperienze significative che troveranno eco nelle pubblicazioni successive.

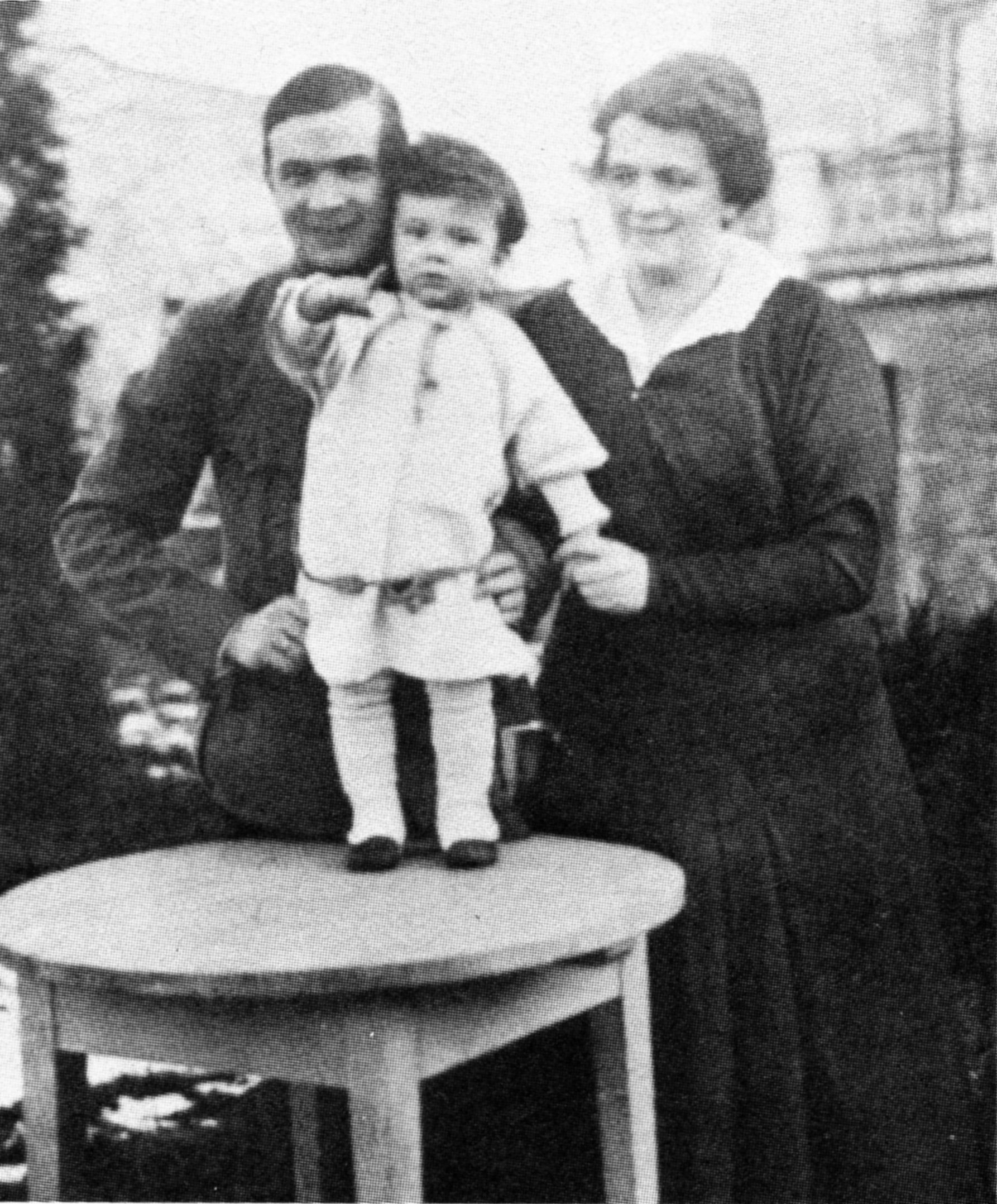
Una foto del 1918 di Peter Weiss con i genitori

Nel 1934, per sfuggire all'antisemitismo che si manifestava in forme sempre più evidenti, la famiglia si rifugiò a Londra, dove il giovane Weiss si dedicò alla pittura, allestendo una mostra personale all'interno di un garage, e studiò fotografia al Politecnico di Fotografia dell'Università di Westminster. Nel 1936, mentre la famiglia si trasferisce a Warnsdorf, in Boemia, Weiss si stabilisce a Praga, dove viene accolto all'Accademia di Belle Arti. Lo stile pittorico di questo periodo risentì molto dell'influenza dei pittori Pieter Bruegel e Hieronymus Bosch. In questo periodo prende inoltre contatti epistolari con lo scrittore Hermann Hesse dopo averne letto Il lupo della steppa. Hesse lo raccomandò per l'accettazione all'Accademia tramite la figura del giornalista e scrittore Max Barth, socialista, rifugiato a Praga a causa delle persecuzioni naziste contro gli oppositori politici. L'anno successivo Weiss andò in visita da Hesse, che risiedeva a Montagnola, in Svizzera. Incoraggiato dallo scrittore che ne appoggiava l'operato, nel 1938 trovò rifugio nella casa di questi e illustrò per lui la favola L'infanzia del mago.
Nel frattempo i familiari di Weiss avevano trovato riparo in Svezia, dove Peter li raggiunse nel 1939 per accertarsi della loro incolumità. Dopo pochi mesi si separò da loro per andare a Stoccolma, da Barth, dove si unì ad un gruppo di socialdemocratici composto da un gran numero di rifugiati di diversa provenienza sia ideologica che geografica. Qui Weiss strinse amicizia con il medico Max Julius, che ricorderà in scritti successivi come Punto di fuga e Estetica della resistenza. Weiss avrebbe vissuto a Stoccolma per il resto della sua vita, ottenendo la cittadinanza svedese nel 1946.
Nel 1943 si sposa con l'artista Helga Henschen, da cui avrà una figlia, ma il matrimonio finirà dopo soli quattro anni. Weiss ebbe altre due mogli: Carlota Dethorey, da cui divorziò nel 1949, e Gunilla Palmstierna, sua consorte fino alla morte. Nel 1946, un anno prima del divorzio dalla prima moglie, Weiss pubblica il suo primo scritto, illustrato da lui stesso, dal titolo in svedese: Di isola in isola (Från ö till ö). La raccolta di poesie riceve una buona accoglienza da parte della critica.
A partire dagli anni cinquanta, lo stile artistico di Weiss tende ad orientarsi sempre più verso il surrealismo, sia fuori che dentro l'ambito pittorico. Nel 1952, assecondando questo cambiamento di direzione, Weiss si unisce allo Studio di Cinema Sperimentale di Svezia, dove dirige alcuni cortometraggi cinematografici di carattere sperimentale e alcuni minidocumentari a sfondo sociale. Nel 1959 dirigerà il primo lungometraggio della sua carriera, Hägringen (Scomparsa).
Il 1947 si configura come un anno importante del suo percorso esistenziale. Terminato il matrimonio, Weiss si reca a fine marzo in visita a Parigi, dove, maturando l'idea di non avere futuro nella pittura, abbandona quest'arte a favore della letteratura come nuovo mezzo espressivo, recuperando l'importanza della lingua tedesca come espressione della propria identità individuale. Nel 1948 scrive ancora in lingua svedese il radiodramma Der Turm (La torre), incentrato sulla figura di un artista che vive all'interno di una particolare torre-circo intenzionato ad eseguire un numero chiamato "scioglimento da legami", e nel 1951 un ultimo testo nella stessa lingua: Duellen (Il duello). Nel 1952 Weiss scrive due opere in tedesco: il dramma L'assicurazione (Die Versicherung) e il romanzo breve L'ombra del corpo del cocchiere (Der Schatten des Körpers des Kutschers), che resterà inedito fin quasi agli anni sessanta.
Sempre nel 1947 Weiss fa ritorno a Berlino, un evento che, dal suo punto di vista di esule in terra straniera, costituisce un vero e proprio trauma culturale, al punto da fargli provare la sensazione distaccata di essere uno straniero nella sua stessa patria. Ad acuire tale sensazione contribuisce anche l'incarico assegnatogli dal quotidiano svedese Stockholms-Tidningen di redigere una serie di articoli-reportage sulle condizioni della capitale tedesca nell'immediato dopoguerra. L'ultimo di questi articoli, La letteratura delle tenebre, fornisce un resoconto dei primi tentativi della letteratura tedesca di fare i conti col passato scabroso del regime nazista. Sul versante letterario, si rivela invece decisivo l'incontro berlinese con l'editore Peter Suhrkamp che lo aiuterà poi a pubblicare diverse opere.
Nonostante l'interesse per la letteratura e l'attività di scrittore, gli scarsi risultati fecero sì che Weiss si dedicasse alla saggistica sul cinema, per il quale l'artista nutrì sempre un profondo amore. Pubblica nel 1955 Avantgarde Film e nel 1960 Il grosso sogno del postino Cheval (Der grosse Traum des Briefträgers Cheval) e Diario di Copenaghen (Aus dem Kopenhagener Journal).
Scrive due opere autobiografiche (Congedo dai genitori, 1961 e Punto di fuga, 1962) che lo rendono noto al grande pubblico. Oltre alla fama acquisita con queste opere, accolte positivamente da pubblico e addetti ai lavori, l'adesione al Gruppo 47 e le letture svolte nell'ambito degli incontri che l'associazione promuoveva permisero a Weiss di divulgare maggiormente le sue idee sull'arte e sulla letteratura.

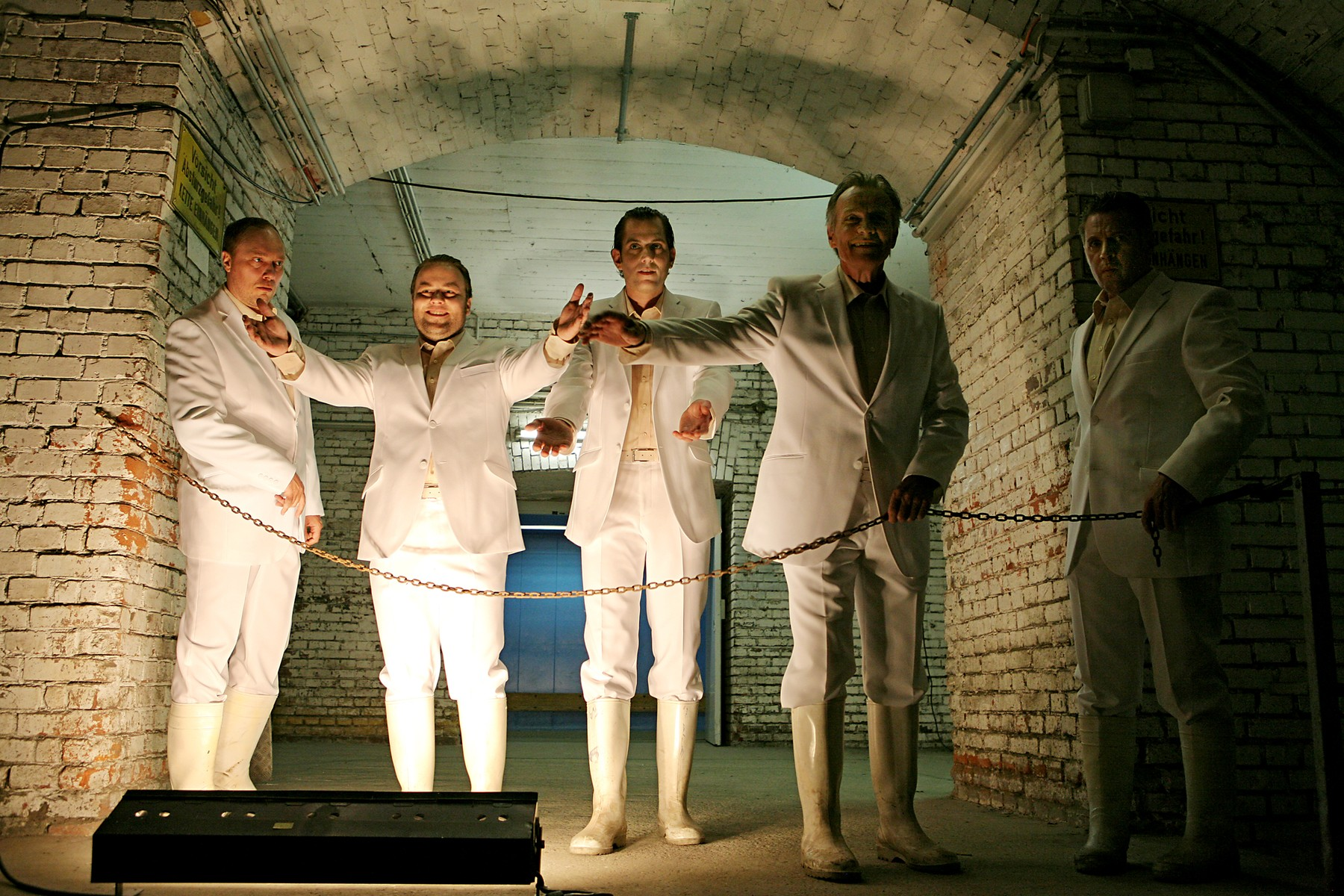
L'istruttoria, Teatro Norimberga, giugno 2009, regia: Kathrin Mädler (fotografa: Marion Bührle)

Il 1964 segna il suo passo decisivo nell'ambito teatrale, con la pubblicazione de La persecuzione e l'assassinio di Jean-Paul Marat. L'opera, che riscosse grande successo, permise a Weiss di porre il pubblico nella condizione di giudice e critico anziché di passivo spettatore, sulla scia del teatro didattico di Bertolt Brecht: scopo dichiarato di Weiss è costringere lo spettatore a confrontarsi con verità spesso sepolte e scomode, sfruttando l'ambientazione e l'atmosfera grottesca della rappresentazione.
Nel 1965 inscenando L'istruttoria contemporaneamente in 14 teatri della Germania dell'Est e dell'Ovest, Weiss porta in scena gli stessi personaggi e le stesse parole che da un anno risuonavano al processo di Auschwitz nelle aule del tribunale di Francoforte, e riesce a stabilire con il pubblico un rapporto stimolante e provocatorio. Procedendo oltre la denuncia dei crimini, Weiss accusa l'intero sistema capitalista di avere permesso alla Germania nazista di produrre i campi di concentramento. La suddivisione del dramma in undici canti è testimonianza della profonda influenza esercitata dalla Divina Commedia sull'opera di Weiss, e in particolar modo dall'Inferno. La profonda differenza con quest'opera risiede tuttavia negli abitatori dell'inferno weissiano, che patiscono sofferenze indicibili senza essersi macchiati di alcuna colpa. I veri carnefici, anch'essi presenti nell'opera, non soffrono, bensì creano e plasmano questo inferno in terra.
Gli anni sessanta videro un intensificarsi del radicalismo politico di Weiss. Attivo politicamente nel Partito della Sinistra, nel 1967 partecipa alle manifestazioni indette da Bertrand Russell contro la guerra in Vietnam. Negli stessi anni, la sua accusa si estende al colonialismo ed al razzismo nella Cantata del fantoccio lusitano, prendendo spunto dall'operato dei portoghesi in Angola. Il fantoccio rappresenta il dittatore del Portogallo novecentesco, Salazar. Nel 1968 allarga ancora la sua problematica inscenando un Discorso sul progresso della prolungata guerra di liberazione del Vietnam e gli eventi che hanno portato a essa come illustrazione della necessità della resistenza armata contro l'oppressione e sui tentativi degli Stati Uniti d'America di distruggere le fondamenta della rivoluzione. Come si può evincere dal titolo stesso, il conflitto vietnamita assurge nell'ottica di Weiss a emblema delle controrivoluzioni novecentesche e ad atto d'accusa contro l'intervento americano nelle lotte di liberazione. Le opere successive, Trotskij in esilio e Hölderlin, si concentrano sul ruolo svolto da intellettuali e scrittori nei periodi rivoluzionari.
Nel 1970 Weiss è vittima di un attacco cardiaco che per poco non gli costa la vita. A partire dall'anno seguente, si dedica alla stesura di un monumentale romanzo autobiografico a sfondo saggistico in tre volumi, L'estetica della resistenza, in cui l'analisi estetica di alcune opere d'arte novecentesche e la cronaca storica vanno a integrare e arricchire lo sfondo della resistenza tedesca al regime hitleriano. A quest'opera imponente, seguono due diversi adattamenti teatrali del romanzo kafkiano Il processo.
Weiss muore per crisi cardiaca a Stoccolma il 10 maggio 1982.

## Opere

### Teatro
- 1948. Der Turm. Traduzione italiana: La torre, trad. Giovanni Magnarelli, in Tre atti unici, Collezione di teatro n.196, Torino, Einaudi, 1975
- 1952. Die Versicherung. Traduzione italiana: L'assicurazione, trad. Giovanni Magnarelli, in Tre atti unici, Collezione di teatro n.196, Torino, Einaudi, 1975
- 1963. Nacht mit Gästen. Traduzione italiana: Notte con ospiti, Einaudi, 1979
- 1962-1965. Die Verfolgung und Ermordung Jean Paul Marats, dargestellt durch die Schauspielgruppe des Hospizes zu Charenton unter Anleitung des Herrn de Sade. Traduzione italiana: La persecuzione e l'assassinio di Jean-Paul Marat, rappresentato dalla compagnia filodrammatica dell'ospizio di Charenton sotto la guida del marchese de Sade, trad. Ippolito Pizzetti, Collana Supercoralli, Torino, Einaudi, 1967
- 1963-1968. Wie dem Herrn Mockinpott das Leiden ausgetrieben wird. Traduzione italiana: Come il Signor Mockinpott è liberato dal dolore, trad. Giovanni Magnarelli, in Tre atti unici, Collezione di teatro n.196, Torino, Einaudi, 1975
- 1964. Inferno (ma pubblicato postumo nel 2003). Traduzione italiana: Inferno: testo drammatico e materiali critici, a cura di Marco Castellari, Milano, Mimesis, 2008
- 1965. Die Ermittlung. Oratorium in 11 Gesängen. Traduzione italiana: L'istruttoria. Oratorio in undici canti, trad. Giorgio Zampa, Torino, Einaudi, 1967
- 1965-1967. Gesang vom lusitanischen Popanz: Nacht mit Gästen. Traduzione italiana: Cantata del fantoccio lusitano: notte con ospiti, trad. Giovanni Magnarelli, Collezione di teatro n.123, Torino, Einaudi, 1968
- 1966-1968. Diskurs über die Vorgeschichte und den Verlauf des lang andauernden Befreiungskrieges in Viet Nam als Beispiel für die Notwendigkeit des bewaffneten Kampfes der Unterdrückten gegen ihre Unterdrücker sowie über die Versuche der Vereinigten Staaten von Amerika die Grundlagen der Revolution zu vernichten. Traduzione letterale: Discorso sulla preistoria e lo svolgimento della interminabile guerra di liberazione nel Viet Nam quale esempio della necessità della lotta armata degli oppressi contro i loro oppressori come sui tentativi degli Stati Uniti d'America di annullare i fondamenti della rivoluzione, pubblicato in Italia col titolo: Discorsi sul Viet Nam, trad. Ippolito Pizzetti, Torino, Einaudi, 1968
- 1968-1969. Trotzki im Exil: Stück in zwei Akten. Traduzione italiana: Trotskij in esilio: dramma in due atti, trad. Enrico Filippini, Torino, Einaudi, 1970
- 1970-1972. Hölderlin: Stück in zwei Akten. Traduzione italiana: Hölderlin: dramma in due atti, trad. Giovanni Magnarelli, Collana Supercoralli, Torino, Einaudi, 1973
- 1974-1976. Der Prozeß. Traduzione italiana: Il processo: commedia in due atti dal romanzo omonimo di Franz Kafka, trad. Umberto Gandini, Collezione di teatro n.210, Torino, Einaudi, 1977, ISBN 88-06-20206-5
- 1981-1982. Der neue Prozeß: Stück in drei Akten,

### Narrativa
- 1947. Från ö till ö (Da isola a isola, scritto in svedese; in tedesco: Von Insel zu Insel, 1984)
- 1948. De besegrade (Il conquistato, scritto in svedese; tedesco: Die Besiegten, 1985)
- 1949. Dokument I, Stockholm, (pure col titolo: Der Vogelfreie; pubblicato in tedesco col pseudonimo Sinclair, titolo: Der Fremde. Erzählung, 1980)
- 1953. Duellen (Il duello, scritto in svedese; in tedesco: Das Duell, 1972)
- 1956. Situationen, (scritto in svedese, ma pubblicato postumo; in tedesco: Die Situation, 2000)
- 1960. Der Schatten des Körpers des Kutschers. Traduzione italiana: L'ombra del corpo del cocchiere: microromanzo, trad. Bruna Bianchi, Collana I Narratori n.129, Milano, Feltrinelli, 1968
- 1961. Abschied von den Eltern. Erzählung. Traduzione italiana: Congedo dai genitori, trad. Francesco Manacorda, Collana La ricerca letteraria n.4, Torino, Einaudi, 1965; Postfazione di Clemens-Carl Harle, Napoli, Cronopio, 2008
- 1962. Fluchtpunkt. Roman. Traduzione italiana: Punto di fuga, trad. Ugo Gimmelli, Collana La ricerca letteraria, Torino, Einaudi, 1967
- 1963. Das Gespräch der drei Gehenden. Fragment. Traduzione italiana: Colloquio dei tre viandanti, trad. Francesco Manacorda, Collana La ricerca letteraria, Torino, Einaudi, 1969
- 1975-1981. Die Ästhetik des Widerstands, Roman, 3 volumi: I: 1975; II: 1978; III: 1981. Traduzione italiana: L'Estetica della Resistenza, Milano, Settecolori, (in preparazione).

### Scritti in prosa e postumi
- 1956. Avantgardefilm, Wahlström & Widstrand, Stockholm (Svensk Filmbibliotek 7) (= Avantgarde Film, erweiterte deutsche Übersetzung, Suhrkamp, Frankfurt am Main 1995 unter Verwendung eines Typoskripts und einer Teilübersetzung in Akzente Nr. 2/1963).
- 1968-1971. Rapporte / Rapporte 2. Traduzioni italiane: Critica e lotta, trad. Aloisio Rendi, Mario Devena e Uta Devena, Collezione Materiali n.42, Milano, Feltrinelli, 1976; col titolo Inferni: Auschwitz, Dante, Laocoonte, a cura di Clemens-Carl Härle, trad. Anna Pensa, Napoli, Cronopio, 2007
- 1968. Notizen zum kulturellen Leben der DRV. Traduzione italiana: Note politico-culturali dal Viet Nam, trad. Alberto Scarponi, Roma, Editori Riuniti, 1969.
- 1970. Rekonvaleszenz (pubblicato nel 1991)
- 1981/82. Notizbücher. 1971–1980 / Notizbücher. 1960–1971, Zwei Bände, Suhrkamp (= edition suhrkamp 1067 / 1135), Frankfurt am Main.
- 2006. Das Kopenhagener Journal. Kritische Ausgabe, Hrsg. von Rainer Gerlach, Jürgen Schutte. Wallstein (scritto nel 1960), Göttingen.
- 2008. Füreinander sind wir Chiffren. Das Pariser Manuskript von Peter Weiss, Hrsg. von Axel Schmolke. Rotbuch 2008 (scritto nel 1950), Berlin.
- 2011. Die Notizbücher. Kritische Gesamtausgabe, Hrsg. von Jürgen Schutte in Zusammenarbeit mit Wiebke Amthor und Jenny Willner. Zweite, verb. und erg. Auflage. Röhrig Universitätsverlag, St. Ingbert [Mit den Notizbüchern 1960–1971 und den Notizbüchern 1971–1980 sowie in der zweiten Auflage mit dem Verzeichnis der Arbeitsbibliothek von Peter Weiss und Gunilla Palmstierna-Weiss]

### Film
- 1952. Studie I (Uppvaknandet) (Studio I , Svezia, 16mm, 6min)
- 1952. Studie II (Hallucinationer) (Studio II (Allucinazioni), Svezia, 16mm, 6min)
- 1953. Studie III (Studio III, Svezia, 16mm, 6min)
- 1954. Studie IV (Frigörelse) (Studio IV (Liberazione), Svezia, 16mm, 9min)
- 1955. Studie V (Växelspel) (Studio V (Intermezzo), Svezia, 16mm, 9min)
- 1956. Ateljeinteriör / Dr. Fausts Studierstube (Interno di atelier/Studio del Dottor Faust, Svezia, 10 min)
- 1956. Ansikten I Skugga (Volti nell'ombra, Svezia, 13 min)
- 1957. Enligt Lag (Secondo la legge, Svezia, 16mm, 18 min) - co-diretto da Hans Nordenström
- 1958. Vad ska vi göra nu da? / Was machen wir jetzt? (Ora cosa facciamo?, Svezia, 20min)
- 1959. Hägringen / Fata Morgana (Scomparsa/Fata Morgana, Svezia, 81 min)
- 1961. Svenska flickor i Paris (Ragazze svedesi a Parigi, Svezia, 76 min)

### Corrispondenza
- 1992. Peter Weiss. Briefe an Hermann Lewin Goldschmidt und Robert Jungk 1938–1980, Lipsia, Reclam.
- 2007. Siegfried Unseld, Peter Weiss: Der Briefwechsel, Francoforte, Suhrkamp.
- 2009. Hermann Hesse, Peter Weiss. „Verehrter großer Zauberer“ – Briefwechsel 1937–1962, Francoforte, Suhrkamp.
- 2010. Diesseits und jenseits der Grenze. Peter Weiss – Manfred Haiduk. Der Briefwechsel 1965–1982 (Al di qua e al di là del confine. Peter Weiss - Manfred Haiduk. Epistolario 1965-1982), St. Ingbert, Röhrig.
- 2011. Peter Weiss – Briefe an Henriette Itta Blumenthal, Berlino, Matthes und Seitz.